# زوع (جنس)
الزوع أو العنكبوت الأرملة أو الدَّسَّاجَة (الاسم العلمي: Latrodectus)، جنس العناكب تحت فصيلة الشحاذيات. يعرف في هذا الجنس حتى الآن 32 نوعا موزعة في جميع أنحاء العالم، بما فيها:
- الأرامل السوداء في أمريكيا الشمالية (الأرملة السوداء الجنوبية، الأرملة السوداء الغربية، الأرملة السوداء الشمالية).
- الأرامل السوداء في أفريقيا (عناكب البوتن button spiders).
- حمراء الظهر الأسترالية.

تختلف الأنواع الفردية اختلافا كبيرا في الحجم، ولكن في معظم الحالات تكون الإناث داكنة اللون ويمكن تحديدها بسهولة عن طريق العلامة الحمراء التي على البطن وتكون على شكل الساعة الرملية.
لسعتها مؤلمة مؤذية تسبب ورمًا موضعيًا وحمى خفيفة تستمر من يومين إلى ثلاثة.